# Millières, Manche
Millières är en kommun i departementet Manche i regionen Normandie i norra Frankrike. Kommunen ligger i kantonen Lessay som tillhör arrondissementet Coutances. År 2022 hade Millières 760 invånare.

## Befolkningsutveckling
Antalet invånare i kommunen Millières
| Referens: INSEE |